# Gian Bernardo Frugoni
Gian Bernardo Frugoni (Génova, 1591 - Génova, 22 de março de 1661) foi o 115.º Doge da República de Génova e rei da Córsega.

## Biografia
Frugoni nasceu em Génova por volta de 1591; a sua família era originária de Chiavari. Ele foi eleito Doge de Génova em 1660, o septuagésimo na sucessão bienal e o n.º cento e quinze na história republicana. Como Doge, ele também foi investido no cargo bienal de rei da Córsega. O seu mandato foi curto, sendo que morreu repentinamente em Génova em 22 de março de 1661.